# کالیج پارک (مریلند)
کالیج پارک (به انگلیسی: College Park) شهری در ایالت مریلند کشور ایالات متحده آمریکا است که جمعیت آن در سرشماری سال ۲۰۱۰ میلادی، ۳۰٬۴۱۳ نفر بوده‌است.
کالج پارک در شهرستان پرینس جورج، مریلند واقع شده است. این شهر همچنین بخشی از منطقه شهری واشنگتن است و تمام محله های آن به جز کامدن و سانی ساید در داخل کمربند پایتخت قرار دارند. از شمال با بلتس‌ویل، از شرق با گرین‌بلت و ارتفاعات بروین، از جنوب با پارک ریوردیل و پارک دانشگاه، و از غرب با هایتس‌ویل و آدلفی همسایه است.